# Ha'erbin Guoli Zuqiu Julebu
L'Ha'erbin Guoli Zuqiu Julebu (哈尔滨国力足球俱乐部S, Hā'ěrbīn Guólì Zúqiú JùlèbùP), a volte tradotto come Harbin National Power Football Club, è stata una squadra di calcio cinese con sede a Xi'an. La squadra giocava le sue partite allo Shaanxi Province Jiaodaruisen Stadium. La società è stata fondata il 28 febbraio 1996, con il nome di Shanxi Guoli Zuqiu Julebu.

## Denominazione[1]
- Dal 1996 al 1999: Shanxi Guoli Zuqiu Julebu (陕西国力足球俱乐部S; Shaanxi National Power Football Club)
- Nel 2000: Shanxi Bohua Guoli Zuqiu Julebu (陕西博华国力足球俱乐部S)
- Nel 2001: Shanxi Guoli Hansi Pijiu Zuqiu Julebu (陕西国力汉斯啤酒足球俱乐部S)
- Dal 2002 al 2004: Shanxi Guoli Zuqiu Julebu (陕西国力足球俱乐部S; Shaanxi National Power Football Club)
- Nel 2004: Ningbo Guoli Zuqiu Julebu (宁波国力足球俱乐部S; Ningbo National Power Football Club)
- Nel 2005: Ha'erbin Guoli Zuqiu Julebu (哈尔滨国力足球俱乐部S; Harbin National Power Football Club)

## Palmarès

### Competizioni nazionali
- China League One: 1

2000

### Altri piazzamenti
- China League Two:

Terzo posto: 1997